# Rosa, je t'aime
Pour plus de détails, voir Fiche technique et Distribution.
Rosa, je t'aime (אני אוהב אותך רוזה, Ani Ohev Otach Rosa) est un film israélien réalisé par Moshé Mizrahi, sorti en 1972.

## Fiche technique
- Titre : Rosa, je t'aime
- Titre original : אני אוהב אותך רוזה (Ani Ohev Otach Rosa)
- Réalisation : Moshé Mizrahi
- Scénario : Moshé Mizrahi
- Production : Yoram Globus, Menahem Golan et Itzik Kol
- Musique : Dov Seltzer (en)
- Directeur de la photographie : Adam Greenberg
- Pays d'origine : Israël
- Format : Couleurs
- Genre : Drame
- Durée : 72 minutes
- Date de sortie : 1972

## Distribution
- Michal Bat-Adam : Rosa
- Gabi Otterman : Jeune Nissim
- Joseph Shiloach : Eli
- Levana Finkelstein : Jamila
- Avner Hizkiyahu : Rabbi
- Moshe Tal : Nissim adulte
- Sarit Yishai-Levi : Fortuna

## Distinction
- Nommé pour l'Oscar du meilleur film en langue étrangère à la 45e cérémonie des Oscars